# Євдокимов Михайло Сергійович
Євдокимов Михайло Сергійович (рос. Евдокимов Михаил Сергеевич; нар. 6 грудня 1957, Сталінськ, Кемеровська область, РРФСР — пом. 7 серпня 2005, Чуйський тракт, поблизу Бійська, Алтайський край, Росія) — радянський та російський гуморист, пародист, актор, співак, телеведучий та політик. Четвертий глава адміністрації Алтайського краю. Заслужений артист Росії.

## Біографія
Михайло Євдокимов народився 6 грудня 1957 року в місті Сталінськ (нині Новокузнецьк) Кемеровської області.
Батько — Сергій Васильович Євдокимов — козак, учасник Радянсько-фінської та німецько-радянської воєн, працював на заводах Сибіру: від Нижнього Тагілу до Анжеро-Судженська, зварювальником, шахтарем.
Мати — Ганна Петрівна Євдокимова — працювала на шахті, але після нещасного випадку в шахті стала домогосподаркою.
У Євдокимова було семеро дітей, Михайло був середнім, ще 3 брата і 3 сестри. 
В 1958 рік у сім'я переїхала в село Верхньо-Обськ Смоленського району Алтайського краю.
Після закінчення школи Михайло Євдокимов навчався в Барнаулі  в культпросвітучилищі на відділенні балалаєчників, потім працював шліфувальником на Алтайському моторному заводі, адміністратором в їдальні.
Служив в армії в будівельній частині під Нижнім Тагілом.
У 1978—1979 роках обіймав посаду художнього керівника Будинку Культури в селі Усть-Катунь Смоленського району Алтайського краю. У 1979 році вступив до Новосибірського інституту торгівлі, був капітаном команди КВК.
1981 року кинув навчання і поїхав до Москви, за що був відрахований з інституту. Згодом, у 2000-х роках, все ж закінчив інститут торгівлі, на той час перейменований в Сибірський університет споживчої кооперації (спеціальність — «економіка та управління на підприємстві»).

### Артист естради і кіно
У 1981 році спробував вступити до Московського естрадно-циркового училища.
У 1983 році запрошений до Московської філармонії в якості артиста розмовного жанру, згодом — в «Москонцерт».
8 березня 1984 року дебютував на телебаченні в святковій програмі «Вогник». Популярність до артиста прийшла у 1984 році після участі в телевізійній програмі «Навколо сміху». У цій та інших передачах він виступав з пародіями на відомих артистів і монологами.
З 1989 року працював у концертно-театральній фірмі «Музика».
У 1992 році закінчив факультет режисерів естради ГІТІС у Москві.
З 1992 по квітень 2004 років був директором ТОВ «Театр Євдокимова». Знявся в декількох фільмах.
Робив авторські передачі «З легким паром!», «Михайло Євдокимов в колі друзів», «Не нудьгувати!», «Треба жити». Випустив кілька компакт-дисків з піснями у своєму виконанні.
В 1999 році разом з іншими відомими артистами взяв участь в проекті «Співають зірки театру і кіно», де з успіхом виступив як виконавець пісень. Підсумком проекту стали концерти і музичний диск, випущений в США і продубльований «Радіо МПС».

### Глава адміністрації Алтайського краю
Плани політичної кар'єри у Михайла Євдокимова виникли ще в 1995 році. Тоді він балотувався до Державної думи від Барнаула, а 2003 року планував йти на вибори у Підмосков'ї від Аграрної партії.
У січні 2004 року Євдокимов повідомив про намір балотуватися на посаду глави адміністрації Алтайського краю на майбутніх виборах. На думку багатьох експертів, він використовував соціально-популістські образи «чесного мужика з народу», а гаслом кампанії стала фраза «Жарти в сторону!» . 
Штаб чинного губернатора Олександра Сурікова використовував негативні образи (наприклад, плакати «Зупини вторгнення!», «Захисти Алтай від радіоактивних і хімічних відходів!»), які викликали в більшості своїй відторгнення у виборців . При цьому проти самого Сурикова були також застосовані спеціальні виборчі технології (наприклад, однофамілець-самовисуванець Віталій Суриков, який набрав в результаті близько 3%) .
4 квітня 2004 року Михайло Євдокимов здобув перемогу на виборах глави Алтайського краю, обійшовши у другому турі Олександра Сурікова. ЗМІ охрестили перемогу Євдокимова «синдромом Шварценеггера».

### Загибель
7 серпня 2005 року о 09:20 за московським часом Михайло Євдокимов загинув в результаті автомобільної аварії на трасі Чуйський тракт Бійськ — Барнаул, за 123 кілометри від Барнаула і 29 км від Бійська. Євдокимов і його дружина Галина у супроводі водія і охоронця прямували в село Полковниково, де проходили заходи з нагоди 70-річчя  з дня народження космонавта Германа Титова.
За фактом аварії та загибелі людей було порушено кримінальну справу. Одразу після аварії офіційні особи заперечували будь-яку можливість того, що катастрофа була спланованою. Проте, загибель губернатора, на думку спостерігачів, могла мати хоча б непряме відношення до політичної боротьби в краї: незадовго до трагедії у Євдокимова, який конфліктував з крайовими органами внутрішніх справ, були відібрані автомобілі супроводу .
Ряд журналістів і політиків висловили припущення, що Євдокимова могли вбити за те, що він намагався боротися з корупцією, пов'язаної, ймовірно, з контрабандою (в тому числі наркотиків) з території сусіднього Казахстану, з яким межує Алтайський край. Офіційне слідство не проводило перевірок жодної з версій, що виходять за рамки припущення про «звичайне ДТП». Аркадій Вольський в телевізійному інтерв'ю (документальний фільм Леоніда Якубовича «Останні 24 години. Михайло Євдокимов») згадував, що незадовго до загибелі Євдокимов сказав йому: «Старий, мене, напевно, шльопнуть... ». Дружина і та наближені впевнені, що загибель М. Євдокимова не була випадковою. Ті, хто забрав машини супроводу, відмінно знали, що губернатор їздить на своєму «Мерседесі» зі швидкістю не менше 140 кілометрів і довго це тривати не може. .
Водій губернатора Іван Іванович Зуєв і охоронець Олександр Юрійович Устинов загинули разом з Михайлом Євдокимовим від травм, несумісних з життям.